# 布瓦斯
布瓦斯（法語：Boisse，法語發音：[bwas]）是法国多尔多涅省的一个市镇，位于该省南部，属于贝尔热拉克区。

## 地理
布瓦斯（44°42'57"N, 0°39'15"E）面积16.58 平方千米，位于法国新阿基坦大区多爾多涅省，该省份为法国西南部内陆省份，是法國本土面积第三大的省，大致对应佩里戈尔地区，北起顺时针与夏朗德省、上维埃纳省、科雷兹省、洛特省、洛特-加龙省、吉倫特省和滨海夏朗德省接壤。
与布瓦斯接壤的市镇（或旧市镇、城区）包括：蒙托、巴尔杜、福里耶、伊西雅克、蒙马尔韦斯、卡瓦尔克、圣莱昂迪西雅克、圣拉德贡德。

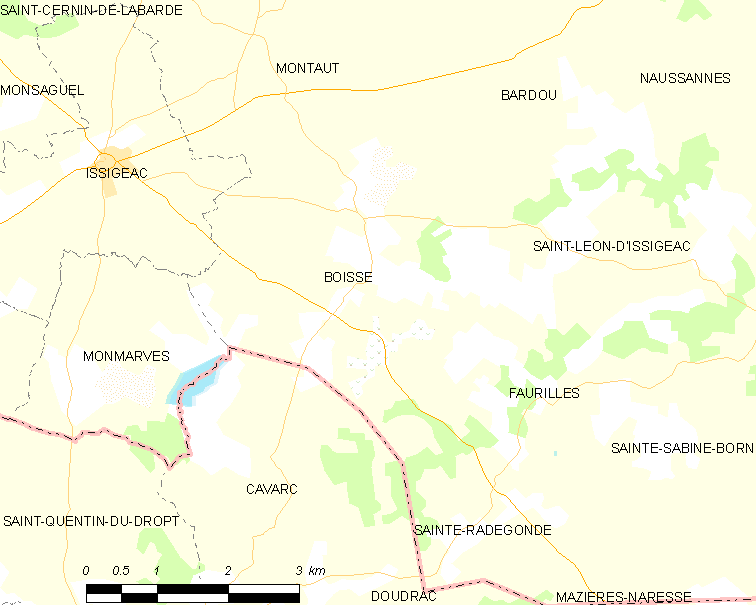
布瓦斯的OSM定位图

布瓦斯的时区为UTC+01:00、UTC+02:00（夏令时）。

## 行政
布瓦斯的邮政编码为24560，INSEE市镇编码为24045。

## 政治
布瓦斯所属的省级选区为南贝尔热拉库瓦县。

## 人口

1962-2008年间布瓦斯人口变化图示

布瓦斯于2022年1月1日时的人口数量为249人。